# Giannina Chiantoni
Giannina Chiantoni Sabbatini (Bernalda, 24 giugno 1881 – Bologna, 17 maggio 1972) è stata un'attrice italiana di teatro e cinema.

## Biografia
Figlia d'arte - il padre Gaetano Chiantoni è un noto attore - nonché sorella di Amedeo Chiantoni e di conseguenza zia di un altro famoso attore, Renato Chiantoni. Esordì sulle scene all'età di cinque anni nella compagnia paterna a Rosario di Santa Fé, con un lavoro appositamente scritto per lei. Nel 1900 entrò come amorosa nella Compagnia Della Guardia-Maggi e due anni dopo è prima attrice giovane con Ermete Novelli, suo autentico maestro, fino all'ammissione nella famosa formazione artistica Talli-Gramatica-Calabresi, dove si distinse soprattutto in La figlia di Jorio al Teatro Lirico di Milano nel 1904. 
Sposatasi con l'attore Ernesto Sabbatini, dal quale divorziò all'estero parecchi anni dopo, nel 1905 è nella compagnia di Teresa Mariani, rimanendovi fino al carnevale del 1909. Si trasferì poco dopo nella Severi-Calabresi e per un triennio fa parte della Calabresi-Sabbatini-Ferrero. Quando si costituisce il secondo Stabile del Manzoni di Milano, la Chiantoni venne scritturata, alternandosi con Irma Gramatica, come primattrice, titolo che le venne riconfermato nel 1917 nello Stabile del Teatro Argentina di Roma. 
Nel 1918 passa nella Sichel-Baghetti-Zucchini e nel 1919  fu primattrice della Compagnia del Teatro Eclettico. Di lì a poco si forma la Chiantoni-Masi-Dondini-Zucchini che ebbe vita breve, permettendole però di recitare comunque accanto ad Annibale Betrone. Nel 1923 entrò nella Compagnia del Teatro Italiano Sperimentale diretta da Vigilio Talli e nel 1925 fu accanto a Febo Mari. Nel 1929 fece coppia con Gualtiero Tumiati ma nel 1930 abbandonò le scene dopo una felice esperienza con la Za-Bum n° 5. 
Nel cinema esordì nel 1910 nel Re Lear di Gerolamo Lo Savio, per la produzione Film d'Arte italiana, cui fecero seguito La morte civile (1910) e Ritratto dell'amata (1912) di Lo Savio. Nel 1914 partecipa accanto al marito a Amore senza stima, di produzione Cines. Ritorna sullo schermo con l'avvento del Sonoro nei primi anni Trenta, svolgendo, come caratterista, una trascurabile quanto scarna attività cinematografica. 
Si spense ultranovantenne nella casa di riposo Lyda Borelli di Bologna nel 1972.

## Filmografia

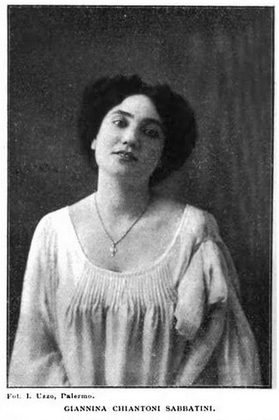
Giannina Chiantoni nel 1907

- La morte civile, regia di Gerolamo Lo Savio (1910)
- Re Lear, regia di Gerolamo Lo Savio (1910)
- Antonio Foscarini - 1647 (1910)
- Ritratto dell'amata, regia di Gerolamo Lo Savio (1912)
- Amore senza stima (1914)
- Le nozze di Vittoria, regia di Ugo Falena (1917)
- Il signore desidera?, regia di Gennaro Righelli (1933)
- Contessa di Parma di Alessandro Blasetti (1937)
- Il dottor Antonio, regia di Enrico Guazzoni (1937)
- Cronaca nera, regia di Giorgio Bianchi (1947)
- Gli uomini non guardano il cielo, regia di Umberto Scarpelli (1952)
- ...e Napoli canta!, regia di Armando Grottini (1953)
- Tripoli, bel suol d'amore, regia di Ferruccio Cerio (1954)
- Vacanze d'amore, regia di Jean-Paul Le Chanois (1955)